# Lac-Tremblant-Nord
Lac-Tremblant-Nord es un municipio canadiense situado en la provincia de Quebec.

## Superficie
Lac-Tremblant-Nord tiene una superficie de 20,62 km².

## Demografía
En 2021, tenía 60 habitantes, una densidad poblacional de 2,9 hab./km², y 70 viviendas.